# Nationaal park van Israël
Een nationaal park van Israël is doorgaans een archeologisch park zoals Massada. Slechts bij hoge uitzondering is het een park met een andere historische of culturele waarde. Een natuurpark (waarin beschermde flora, fauna en landschap zijn opgenomen) wordt in Israël een natuurreservaat genoemd.
Natuurreservaten en nationale parken worden beheerd door de 'Israel Nature and Parks Authority', dat niet alleen de parken in Israël beheert, maar ook de parken in de in 1981 geannexeerde Golanhoogten (zoals Banyas), en op de bezette Westelijke Jordaanoever in de gebieden die bij de Oslo-akkoorden (1993) tussen Israël en de Palestijnse Bevrijdingsorganisatie als C-gebied onder bestuur van Israël zijn komen te staan, zoals Herodion en Qumran. 
Deze verschillen nemen niet weg dat er archeologische trekpleisters kunnen zijn in een natuurreservaat of omgekeerd dat er beschermde natuur kan zijn in een nationaal park. De focus ligt alleen anders. Deze definities verschillen wel van bijvoorbeeld de situatie in de Verenigde Staten en Nederland.
Op veel plekken in de huidige staat Israël zijn parken aangelegd op gebied dat door het Joods Nationaal Fonds (JNF) opgekocht werd tijdens het Mandaatgebied Palestina, evenals op plaatsen waar de in 1948 verdreven Palestijnen niet mochten terugkeren (zoals Baram), maar ook op plaatsen van tijdens de Arabisch-Israëlische Oorlog van 1948 verlaten en verwoeste Palestijns-Arabische dorpen (zoals Bayt Natiff) en Palestijns land dat op grond van de Absenty Property Law van 1950 geconfisqueerd werd.
Ook nadien wordt grondgebied of worden huizen in de door Israël bezette gebieden geconfisqueerd of geannexeerd voor de aanleg van (archeologische) nationale parken, bijvoorbeeld in Silwan in Oost-Jeruzalem en bij Al Walaja ten zuiden van West-Jeruzalem in het Gouvernement Bethlehem, waar het Refaím Stream Nationaal Park wordt gerealiseerd.

## Nationale parken per regio

### Golanhoogten,Hoog-Galileaen hetMeer van Tiberias
- Baram
- Corazim
- Hamat Tiberias
- Hermon National Park (Banias)
- Hurshat Tal
- Kursi
- Nimrod-kasteel
- Tel Hazor
- Yehiam-kasteel

### Laag-Galileaen devalleien
- Ahziv
- Beit Alfa-synagoge (Kibbutz Hefzibah)
- Bet Shean
- Bet She'arim
- Cochav Hayarden
- Gan Hashlosha (Sachne)
- Harod-bron
- Tel Megiddo
- Zippori

### Karmelbergen centrum
- Alexander (rivier)
- Ashkelon
- Beit Govrin
- Castel
- Caesarea
- Ein Hemed
- Karmelberg
- Sharon
- Shomron
- Yarkon (rivier)

### Woestijn van JudeaenDode Zee
- Een Gedi
- Herodion *
- Massada
- Qumran *
- Tel Arad

De met * liggen op de Westelijke Jordaanoever

### Negev
- Avdat
- Ein Avdat
- Eshkol
- Mamshit
- David Ben-Gurions graf
- Shivta National Park
- Tel Beersheva